# بسام إبراهيم
بسام بشير إبراهيم (مواليد 1960 حماة) مهندس مدني وسياسي سوري شغل منصب وزير التعليم العالي والبحث العلمي في حكومات عماد خميس وحسين عرنوس الأولى والثانية من 26 تشرين الثاني 2018 حتى 23 أيلول 2024.

## سيرته
يحمل شهادة دكتوراه بالهندسة المدنية من جامعة موسكو الحكومية وشغل مواقع إدارية عدة منها نائب عميد كلية الهندسة المدنية بجامعة البعث وعميد للكلية من 1999 حتى 2005 ورئيس لجامعة البعث منذ عام 2017 وهو عضو مؤتمر عام في نقابة المهندسين وسمي وزيراً للتعليم العالي عام 2018.
متزوج ولديه ابنتان